# Sapekhburto K'lubi Saburtalo 2018
Questa voce raccoglie le informazioni riguardanti il Sapekhburto K'lubi Saburtalo nelle competizioni ufficiali della stagione 2018.

## Rosa
| N. |                    | Ruolo | Calciatore              |
| -- | ------------------ | ----- | ----------------------- |
| 2  | Georgia (bandiera) | D     | Nodar Iashvili          |
| 3  | Georgia (bandiera) | D     | Jemali-Giorgi Jinjolava |
| 4  | Georgia (bandiera) | D     | Gagi Margvelashvili     |
| 5  | Georgia (bandiera) | D     | Tsot'ne Nadaraia        |
| 6  | Georgia (bandiera) | D     | Tedore Grigalashvili    |
| 7  | Georgia (bandiera) | C     | Davit Targamadze        |
| 8  | Georgia (bandiera) | A     | Guram Goshteliani       |
| 9  | Georgia (bandiera) | A     | Davit Volkovi           |
| 10 | Georgia (bandiera) | A     | Giorgi K'okhreidze      |
| 12 | Georgia (bandiera) | D     | Luk'a Lak'vekheliani    |
| 13 | Georgia (bandiera) | D     | Grigol Chabradze        |
| 14 | Georgia (bandiera) | A     | Vladimer Dvalishvili    |

| N. |                    | Ruolo | Calciatore              |
| -- | ------------------ | ----- | ----------------------- |
| 17 | Georgia (bandiera) | P     | Lazare Kupatadze        |
| 18 | Georgia (bandiera) | A     | Dimit'ri T'at'anashvili |
| 20 | Kenya (bandiera)   | C     | Alwyn Tera              |
| 21 | Georgia (bandiera) | C     | Beka Gvaradze           |
| 22 | Georgia (bandiera) | C     | Sandro Altunashvili     |
| 32 | Georgia (bandiera) | D     | Nik'oloz Mali           |
| 39 | Georgia (bandiera) | C     | Tornik'e Gorgiashvili   |
| 42 | Brasile (bandiera) | C     | Vagner Gonçalves        |
| 77 | Georgia (bandiera) | P     | Beka Kurdadze           |
| 80 | Georgia (bandiera) | C     | Giorgi Diasamidze       |
| 88 | Georgia (bandiera) | D     | Giorgi Rekhviashvili    |